# Mesetas
Mesetas – miasto w Kolumbii, w departamencie Meta.